# Aufhalter

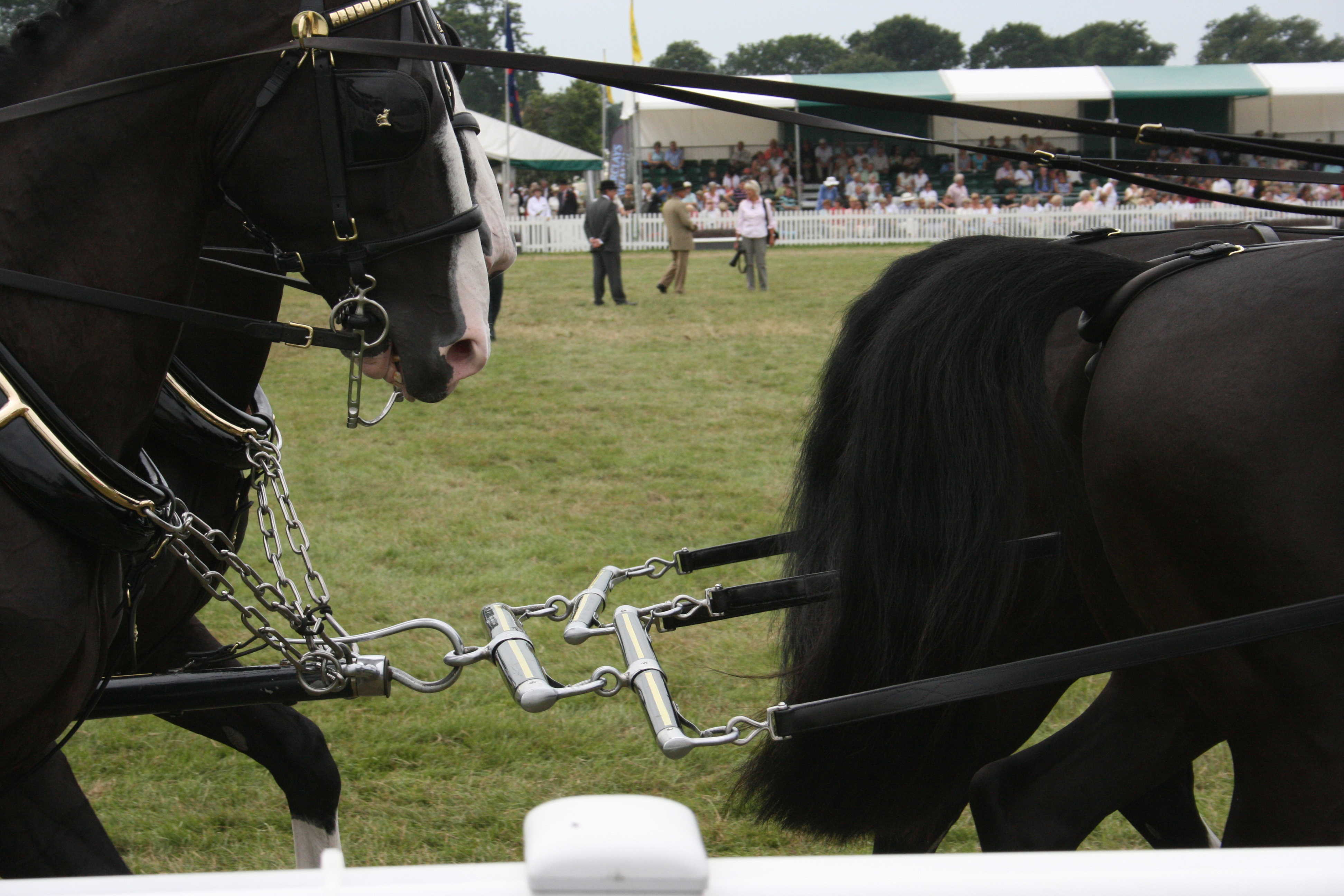
Aufhalter: Bei den hinteren Tieren des Gespannes (linkes Paar) verbinden Aufhalter-Ketten die Kummete mit der Deichselbrille

Die Aufhalter sind Teil des Geschirres beim Fahrsport oder bei Arbeitspferden. 
Aufhalter verbinden die Deichsel des Wagens über die Deichselbrille mit dem Brustblattgeschirr bzw. dem Kummetgeschirr der Pferde. Ihre Funktion ist das Aufhalten des Wagens während des Bremsens oder bei Bergabfahrten und das Verhindern des seitlichen Ausweichens der Zugtiere. Nur bei Wagen mit einer Deichsel (im Gegensatz zur Gabel beim Einspänner) kommen Aufhalter zum Einsatz. Die Ausführung der Aufhalter gab in früheren Zeiten Auskunft über den Stand des Fahrers (siehe Equipage).